# Sanda Dubravčić
Sanda Dubravčić-Šimunjak (Zagreb, 24. kolovoza 1964.) je hrvatska klizačica i ugledna liječnica. Prvi hrvatski predstavnik u klizanju (umjetničkom ili brzom) koji je nastupio na Olimpijskim igrama. Jedini natjecatelj u umjetničkom klizanju iz Hrvatske koji ima plasmane u prvih 10 na OI, SP i EP-u. 

## Životopis
Sanda Dubravčić je na međunarodnim natjecanjima svojedobno nastupala za Jugoslaviju. Kao članica Klizačko-koturaljkaškog kluba »Medveščak« osvojila je srebrno odličje na Europskom prvenstvu u umjetničkom klizanju 1981. Nastupala je na Zimskim olimpijskim igrama 1980. u Lake Placidu, gdje je osvojila 11. mjesto, i na Zimskim olimpijskim igrama 1984. u Sarajevu, gdje je osvojila 10. mjesto. Sanda Dubravčić jedina je hrvatska športašica koja je imala čast upaliti olimpijski plamen na Olimpijskim igrama (Sarajevo 1984.).
Sanda Dubravčić, danas uspješna liječnica, članica je Medicinske komisije Međunarodne klizačke organizacije (International Skating Union) za Hrvatsku, a često je angažirana i kao sutkinja na međunarodnim klizačkim natjecanjima. Kao članica Hrvatskog olimpijskog odbora bila je šefica hrvatske delegacije 1992. na ZOI u Allbertvilleu i 1994. na ZOI u Lillehammeru.

## Značajnija natjecanja
| Natjecanje                   | 1975. – 76. | 1976. – 77. | 1977. – 78. | 1978. – 79. | 1979. – 80. | 1980. – 81. | 1981. – 82. | 1982. – 83. | 1983. – 84. |
| ---------------------------- | ----------- | ----------- | ----------- | ----------- | ----------- | ----------- | ----------- | ----------- | ----------- |
| Zimske olimpijske igre       |             |             |             |             | 11.         |             |             |             | 10.         |
| Svjetsko prvenstvo           |             |             |             | 12.         | 12.         | 11.         | 14.         | 13.         | 9.          |
| Europsko prvenstvo           |             | 16.         | 16.         | 7.          | 5.          | 2.          | odustala    | 10.         | 5.          |
| Svjetsko juniorsko prvenstvo | 7.          |             |             |             |             |             |             |             |             |
| Prvenstvo Jugoslavije        |             |             |             |             |             |             |             |             | 1.          |
| NHK Trofej                   |             |             |             |             |             |             |             | 12.         |             |
| Zlatna pirueta Zagreba       |             | 3.          | 1.          |             |             | 1.          | 1.          | 1.          | 1.          |

## Vanjske poveznice
- Sports-reference profile: Sanda Dubravčić  Arhivirana inačica izvorne stranice od 5. ožujka 2010. (Wayback Machine) (engl.)
- ISU: ISU Council & Committee Members  Arhivirana inačica izvorne stranice od 2. ožujka 2010. (Wayback Machine) (engl.)
- European Figure Skating Championships Results: Ladies Medalists (PDF). International Skating Union. Inačica izvorne stranice (PDF) arhivirana 5. prosinca 2013. Pristupljeno 16. veljače 2013.
- Službene stranice Hrvatskog klizačkog saveza (hrv.) (engl.)
- KKK Medveščak: Povijest kluba (službene stranice)
- REGIONALNI TJEDNIK Online – Gordana Igrec: Skijanje postalo bolje od klizanja[neaktivna poveznica]